# ریکاردو سانتوس (بازیکن فوتبال، زاده ۱۹۹۵)
ریکاردو سانتوس (انگلیسی: Ricardo Santos؛ زادهٔ ۱۸ ژوئن ۱۹۹۵) بازیکن فوتبال اهل پرتغال است.
از باشگاه‌هایی که در آن بازی کرده‌است می‌توان به باشگاه فوتبال تاروک، باشگاه فوتبال پیتربورو یونایتد، باشگاه فوتبال بیلریکای، و باشگاه فوتبال داگنم و ردبریج اشاره کرد.